# Джардин, Сэнди
Сэнди Джардин (англ. Sandy Jardine; 31 декабря 1948, Эдинбург — 24 апреля 2014) — шотландский футболист, защитник. По завершении игровой карьеры — тренер.
В качестве игрока прежде всего известен выступлениями за клуб «Рейнджерс», а также национальную сборную Шотландии.
Трёхкратный чемпион Шотландии. Пятикратный обладатель Кубка Шотландии. Пятикратный обладатель Кубка шотландской лиги. Обладатель Кубка кубков УЕФА.

## Биография
Во взрослом футболе дебютировал в 1965 году выступлениями за команду клуба «Рейнджерс», в которой провёл семнадцать сезонов, приняв участие в 451 матче чемпионата. Большую часть времени, проведённого в составе «Рейнджерс», был основным игроком защиты команды. За это время трижды завоевывал титул чемпиона Шотландии, становился обладателем Кубка кубков УЕФА.
Завершил профессиональную игровую карьеру в клубе «Харт», за команду которого выступал на протяжении 1982—1988 годов.
В 1970 году дебютировал в официальных матчах в составе национальной сборной Шотландии. На протяжении карьеры в национальной команде, которая длилась 10 лет, провёл в форме главной команды страны 38 матчей, забив 1 гол.
В составе сборной был участником чемпионата мира 1974 года в ФРГ, чемпионата мира 1978 года в Аргентине.
Начал тренерскую карьеру, ещё продолжая играть, в 1986 году, возглавив тренерский штаб клуба «Харт». Тренировал команду до 1988 года.
Скончался 24 апреля 2014 года после продолжительной болезни.

## Достижения

### Командные
- Обладатель Кубка Шотландии (5): 1973, 1976, 1978, 1979, 1981
- Победитель Кубка обладателей кубков: 1972

### Личные
- Игрок года по версии Шотландской ассоциации футбольных журналистов (2): 1975, 1986